# 克莱县 (阿肯色州)
克萊縣（英語：Clay County）是美國阿肯色州東北部的一個縣，東、北鄰密蘇里州。面積1,661平方公里。根據美國2020年人口普查估計，共有人口14,552人。縣治有二：科寧（Corning，位於東部）和皮哥特（Piggott，位於西部）。
成立於1873年3月24日，原名克萊頓縣（Clayton County ），两年后州议会通过缩短县名。縣名紀念紀念來自特拉華州的聯邦參議員約翰·密德頓·克萊頓（John Middleton Clayton）。本縣是一個禁酒的縣。
36°22′39″N 90°26′07″W / 36.37750°N 90.43528°W